# Пернишко земетресение (2012)
Пернишкото земетресение е поредица от сеизмични трусове, които започват на 22 май 2012 г. в 03:00:33 UTC+3.
Първият и най-силен трус е с епицентър на границата на землищата на селата Мещица и Витановци, на 5 km северозападно от центъра на град Перник. Началните информации са за земетресение с магнитуд 5,8 – 6,0, но по-късно тези стойности са коригирани от Геологическия топографски институт на САЩ и Европейския сеизмологичен център на 5,6.
Интензивността на земетресението се оценява на VI степен по модифицираната скала на Меркали, а върховото ускорение на почвата на 0,1783g.
След първия трус хората в София и Перник излизат по улиците. В Перник една част от хората се опитват да избягат от града с автомобилите си.

## Вторични трусове
След първия трус следват десетки вторични, като най-силни са тези в 04:30 и в 05:13 същия ден, на 24 и 29 май, и на 14 юли 2012 г.
- 22 май 2012 в 04:30 – магнитуд 4,6 – 4,7, дълбочина 10 km. (42° с. ш. 23° и. д. / 42.65° с. ш. 23.02° и. д.)[7][8]
- 22 май 2012 в 05:13 – магнитуд 4,3, дълбочина 10 km. (42° с. ш. 23° и. д. / 42.61° с. ш. 23.03° и. д.)[9][10]
- 24 май 2012 в 00:59 – магнитуд 4,4 – 4,5, дълбочина 5 km. (42° с. ш. 23° и. д. / 42.58° с. ш. 23.06° и. д.)[11][12]
- 29 май 2012 в 10:23 – магнитуд 4,5, дълбочина 5 km. (42° с. ш. 22° и. д. / 42.61° с. ш. 22.98° и. д.)[13]
- 14 юли 2012 в 15:52 – магнитуд 4,5, дълбочина 5 km. (42° с. ш. 23° и. д. / 42.61° с. ш. 23.08° и. д.)[14]

## Щети
Според кмета на Перник над 18 000 жилища в града и общината са пострадали. 50 сгради ще бъдат съборени, а собствениците им – обезщетени. 150 граждани са настанени във временни места за настаняване. 
Информационните агенции съобщават за паднали комини, напукани и паднали мазилки в много населени места. В Перник една от охладителните кули на ТЕЦ Република е разрушена наполовина, централата временно спира подаването на топла вода.
В София блокове 231 в квартал Борово и 460а в квартал Надежда са най-тежко пострадали и очакват експертизи, които да установят дали са годни за обитаване.
Няколко десетки души са потърсили болнична помощ в Перник с рани от счупени стъкла и двама души с инсулт. В София оплакванията са предимно от хора с хипертония.
Няма данни за жертви, само една жена е починала от инфаркт, вероятно вследствие на уплахата.
Социално слабите, пострадали при земетресението, получават еднократни помощи в размер от 325 лева. За основен ремонт, реконструкция или нов строеж на три детски градини в Перник и едно основно училище в Радомир правителството предоставя 5 млн. лева.

## Причини
Според немски учени от института по геофизика в Потсдам, се наблюдава пряка връзка между земетресенията в Пернишко и случващите се по същото време земетресения в Северна Италия. Според тях трусовете са били по дължината на една и съща граница между Африканската и Евразийската земни тектонски плочи.
Българските учени от БАН отричат каквато и да е връзка между двете земетресения.